# Hard Rock Stadium
Het Hard Rock Stadium is een Amerikaans American football-stadion in de Miami Gardens, aan de rand van Miami (Florida). Het stadion is de thuishaven van de Miami Dolphins (NFL). De Florida Marlins (MLB) speelden er van 1993 tot 2011. Tot januari 2016 stond het stadion bekend als Sun Life Stadium.
In het stadion kunnen 75.540 toeschouwers zitten bij een Americanfootballwedstrijd. Bij een honkbalwedstrijd kunnen er 36.331 toeschouwers zitten.
Het stadion opende zijn deuren op 16 augustus 1987 als het Joe Robbie Stadium. Andere voormalige namen zijn Pro Player Park, Pro Player Stadium, Dolphin Stadium, Dolphins Stadium en Land Shark Stadium. Het stadion is de gastheer geweest van zes Super Bowls (XXIII, XXIX, XXXIII, XLI, XLIV, LIV).

## CONCACAF Gold Cup 2013
Tijdens de CONCACAF Gold Cup van 2013 was dit stadion een van de stadions waar
deze voetbalwedstrijden werden gespeeld. In dit stadion werden twee groepswedstrijden (groep B) gespeeld.
| № | Datum        | Wedstrijd                  | Uitslag | Gold Cup   | Toeschouwers |
| - | ------------ | -------------------------- | ------- | ---------- | ------------ |
| 1 | 12 juli 2013 | Trinidad en Tobago – Haïti | 0 – 2   | Groepsfase | 28.713       |
| 2 | 12 juli 2013 | Honduras – El Salvador     | 1 – 0   | Groepsfase | 28.713       |